# Сташув
Сташув (пол. Staszów) — город в Свентокшиском воеводстве Польши, административный центр гмины Сташув и Сташувского повята. Сташув расположен на реке Чарна.
Население — 16 137 человек (2009).

## География
Расположен в Нидзянской котловине.

## История
Первое упоминание относится к 1241 году. Статус города получил в 1525 году. Здесь во время январского восстания с успехами сразился с русскими отряд Мариана Лангевича. В августе 1944 года город стал местом ожесточённых танковых боёв на Сандомирском плацдарме, где состоялся один из первых эпизодов боевого применения танка Тигр II, неудачный для вермахта.